# 木曾福島站
木曾福島站（日语：／ Kiso-fukushima eki */?）是屬於東海旅客鐵道（JR東海）中央本線的鐵路車站，位於日本長野縣木曾郡木曾町福島。

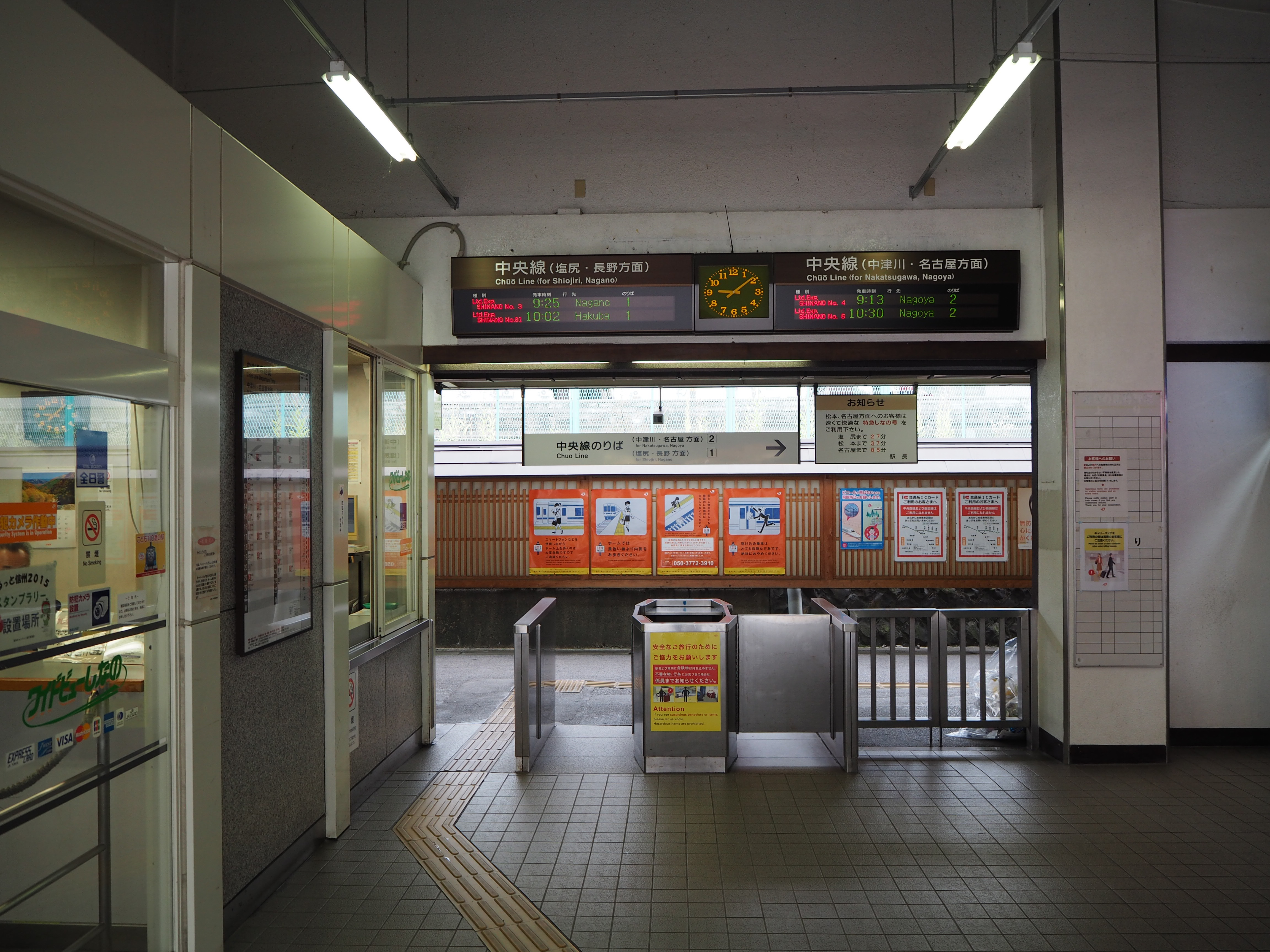
驗票口(2015年10月)

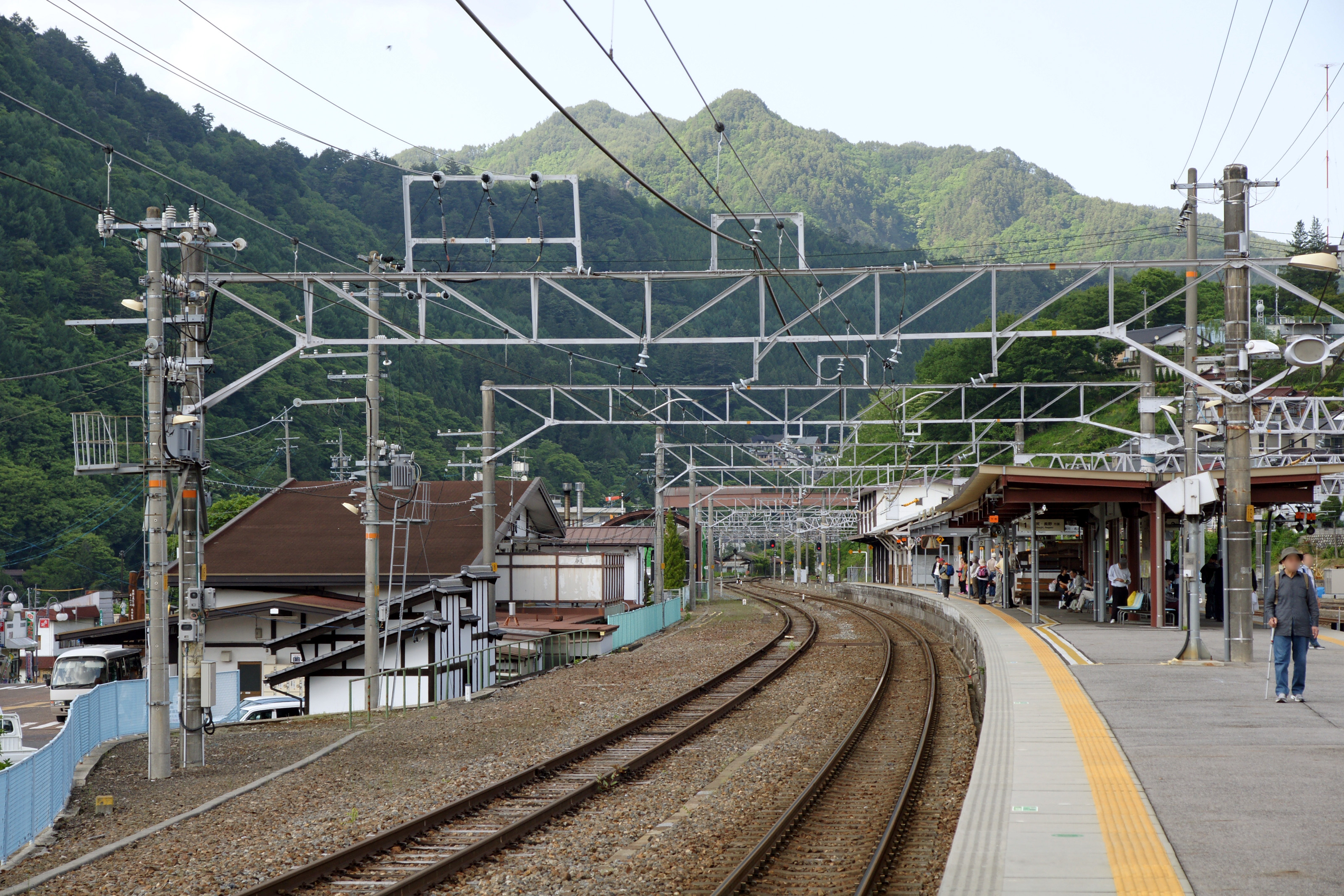
1號月台(2009年7月)

## 歷史
- 1910年（明治43年）11月25日：開業，為鐵道省的一個車站。
- 1949年（昭和24年）6月1日：成為日本國有鐵道的一個車站。
- 1980年（昭和55年）1月31日：貨運業務停止辦理。
- 1987年（昭和62年）4月1日：國鐵分割民營化，成為東海旅客鐵道的一個車站。

## 車站結構
本站為島式月台1面2線的地面車站，站内保存著日本國鐵D51型蒸汽機車775號機。

### 月台配置
| 月台 | 路線     | 方向 | 目的地             |
| ---- | -------- | ---- | ------------------ |
| 1    | 中央本線 | 下行 | 鹽尻、長野方向     |
| 2    | 中央本線 | 上行 | 中津川、名古屋方向 |

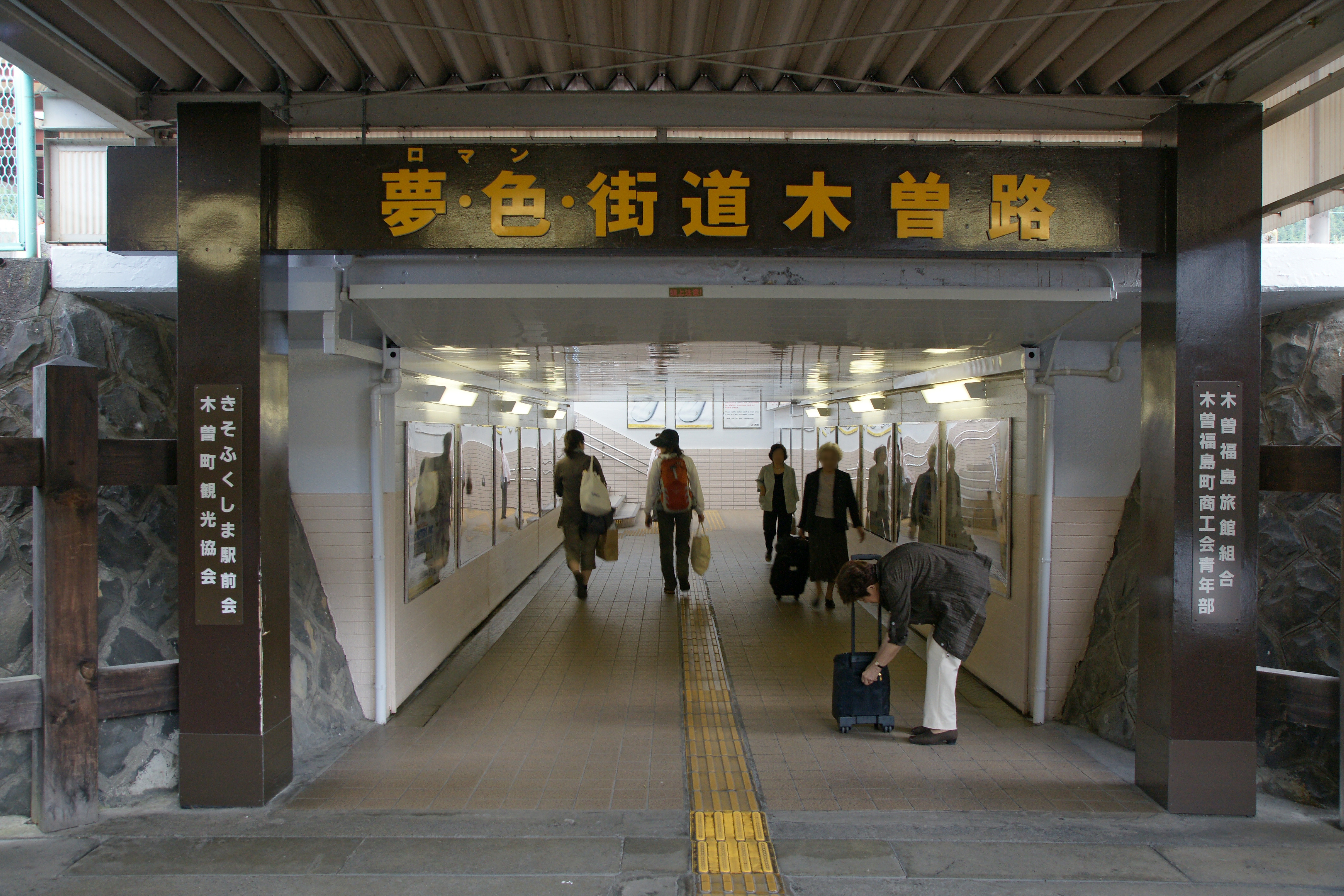
地下通道(2009年7月)
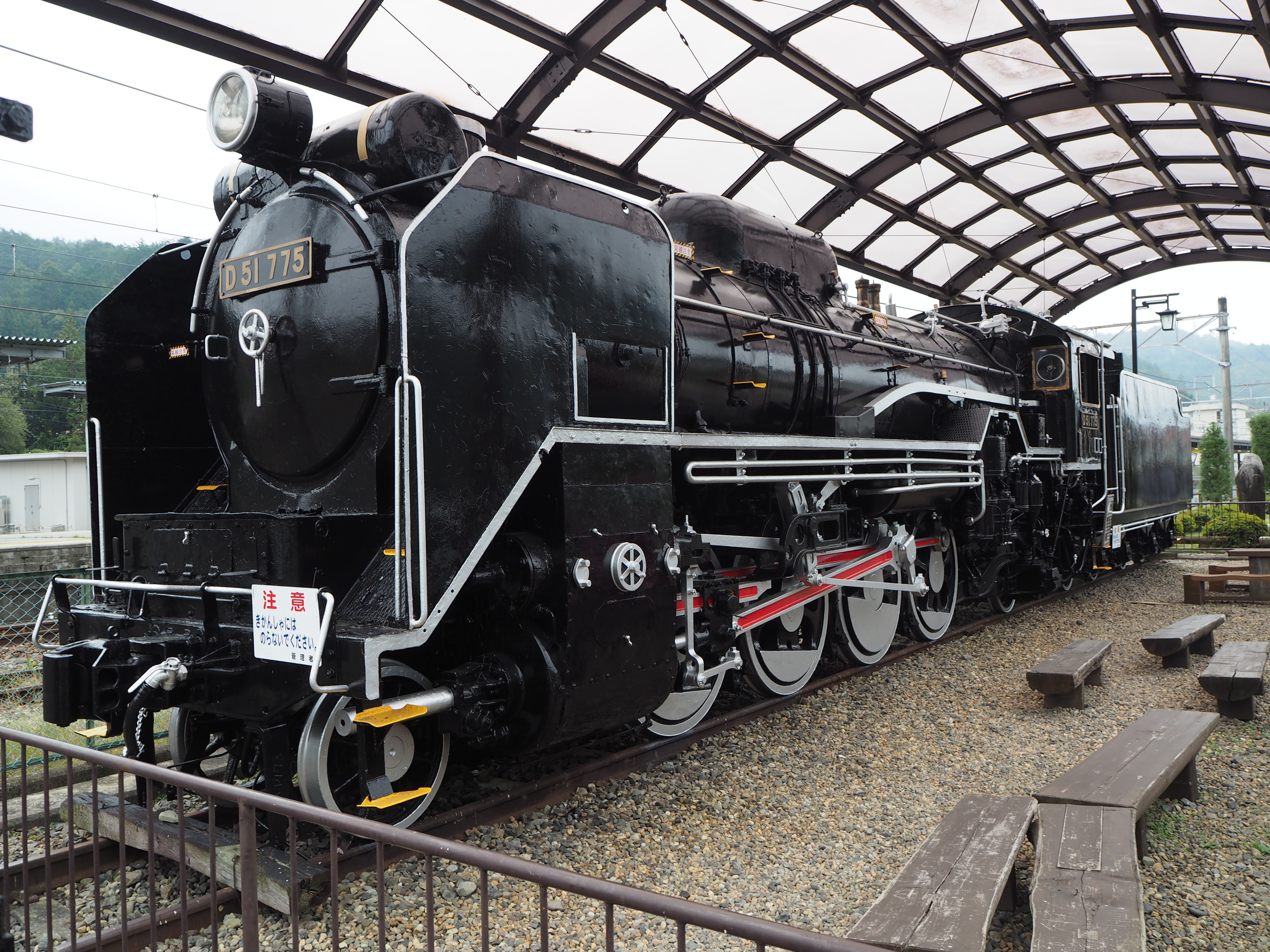
站內靜態保存的775號蒸汽機車(2015年10月)

## 车站周边
- 木曾町役場
- 長野縣木曾青峰高等學校
- 長野家庭裁判所 木曾福島出張所
- 木曾福島郵政局
- 木曾町役場 木曾福島支所（舊・木曾福島町役場）
- 永旺集團木曾福島店
- 八十二銀行福島支店
- 松本信用金庫木曾福島支店
- 長野銀行木曾支店
- 国道19号
- 国道361号

## 相鄰車站
東海旅客鐵道（JR東海）
 中央本線
■普通
原野－木曾福島（CF30）－上松（CF29）